# Nicolas Léonard Sadi Carnot
Nicolas Léonard Sadi Carnot (1796-1832), là một nhà vật lý người Pháp. Trong tác phẩm năm 1824 Những nhận xét về động năng của sự cháy và các loại máy móc dựa trên năng lượng này, ông đã lần đầu tiên đưa ra lý thuyết thành công về nhiệt năng, ngày nay được gọi là Chu trình Carnot, nhờ đó đặt nền tảng cho định luật thứ hai về nhiệt động lực học. Ông thường được xem như là "cha đẻ của nhiệt động học", người đưa ra các khái niệm Hiệu suất Carnot, Định lý Carnot, động cơ nhiệt Carnot, và các lĩnh vực khác. Ông thường được gọi bằng tên Sadi Carnot.

## Cuộc đời
Sadi Carnot sinh tại Paris, là con trai của nhà toán học Lazare Carnot, gia đình ông còn có nhiều thành viên nổi tiếng khác như: em trai Hippolyte Carnot, cháu trai Marie François Sadi Carnot (tổng thống cộng hòa Pháp (1887-1894)).
Từ năm 1812 ông bắt đầu theo học tại École polytechnique, đồng học với ông sau này cũng là những nhà khoa học nổi tiếng như Claude-Louis Navier, Gaspard-Gustave Coriolis, được chỉ dạy bởi những người thầy cũng nổi tiếng không kém Gay-Lussac, Poisson, Ampère.
Tháng 1 năm 1814, Carnot nằm trong số sinh viên trường École polytechnique bị sung quân, từ đó ông trở thành sĩ quan trong quân đội Pháp. Cuối năm 1814 ông lại được đưa vào trường kĩ thuật quân sự ở Metz, học ngành công binh. Năm 1815, Napoleon I thua trận, hòa bình được lập lại, Carnot bị thuyên chuyển nhiều nơi do tính chất công việc của một kĩ sư công binh. Năm 1818, ông được cho nghỉ phép 6 tháng để chuẩn bị thi vào trường Kĩ thuật ứng dụng của bộ tổng tham mưu. Đến tháng 1 năm 1819 ông được nhận vào vị trí dự bị trong bộ tham mưu Paris với 2/3 số lương. Trong thời gian này ông dự học các trường Sorbonne và Collège de France và nhiều lớp học khác.
Tháng 6 năm 1821 Bộ chiến tranh cho ông nghỉ phép để đến thăm cha ông Lazare Carnot đang đi đày ở Magdeburg. Khi ở Magdeburg ông và cha cùng bắt đầu quan tâm về động cơ hơi nước. Trở về Paris ông bắt đầu nghiên cứu về cái sau này được gọi là nhiệt động lực học.
Từ năm 1828, Sadi Carnot xin nghỉ hoàn toàn khỏi công việc trong quân đội để trở lại chuyên tâm vào nghiên cứu khoa học và viết lách.
Năm 1832, Carnot mất trong trận dịch tả ở Paris. Các vật dụng tư trang của ông trong đó có nhiều bản thảo, tài liệu khoa học bị chôn cùng, do vậy ngoài 1 quyển sách đã xuất bản, di sản khoa học của ông còn lưu lại vô cùng hạn chế.
Tên ông là một trong số 72 tên các nhà khoa học và danh nhân được khắc trên tháp Eiffel ở Paris.

## Tác phẩm
Năm 1824, Sadi Carnot xuất bản Những nhận xét về động năng của sự cháy và các loại máy móc dựa trên năng lượng này. Ban đầu cuốn sách với lối viết rất bình dân này không được nhiều sự quan tâm của những người cùng thời. Đồng thời với sự thất bại đó, cuốn sách không còn được tái xuất bản và trờ nên hiếm đối với những người quan tâm chẳng hạn như Kelvin. Cho đến năm 1834 công trình mới được phát triển bởi Émile Clapeyron và sau nữa với các nghiên cứu của Clausius và Kelvin dẫn đến sự ra đời của khái niệm entropi và nguyên lý hai của động lực học.
Thời đại của ông là thời của động cơ hơi nước, mặc dù được cải tiến liên tục nhưng nền tảng cơ sở cho động cơ hơi nước vẫn chưa có. Lý thuyết của Carnot chỉ giải thích mà không giúp gì cho việc cải tiến động cơ. Chỉ cho đến cuối thế kỉ 19 các nguyên lý của Carnot mới được quan tâm trở lại và được vận dụng trong nghiên cứu phát minh các loại động cơ đốt trong như động cơ diesel.